# Josef Čupera
Josef Čupera (9. února 1908 Tišnov – 8. srpna 1973) byl český právník a politik Československé národněsocialistické strany. Po monstrprocesu se skupinou okolo Milady Horákové byl Čupera zatčený na podzim roku 1949 odsouzen na doživotí v navazujícím procesu JUDr. Čupera a spol., který se uskutečnil v létě 1950. Podmínečně propuštěn byl v roce 1963 a v roce 1990 byl posmrtně rehabilitován.

## Biografie
Josef Čupera narozený v roce 1908 v Tišnově absolvoval obecnou školu v nedalekém Blansku. Poté v Brně vystudoval reálné gymnázium a právnickou fakultu, kde promoval v roce 1932. Po dokončení svých studií pracoval jako praktikant u brněnského Okresního soudu a na magistrátu města Brna. Během druhé světové války učil na obchodní akademii a v posledním válečném roce pracoval v tišnovské továrně na letadla.
Do Československé strany národně socialistické vstoupil v roce 1931. V listopadu 1945 byl brněnským župním výborem nominován do funkce tajemníka poslanecké klubu této strany. Ve funkci tajemníka ČSNS setrval i po únorovém komunistickém převratu, kdy se zapojil do práce tzv. národněsocialistické politické šestky. Přitom zajišťoval kontakty napříč členskou základnou národních socialistů a snažil se komunikovat i s některými bývalými poslanci, například s Miladou Horákovou, Emilem Weilandem či Josefem Nestávalem. Zatčen byl v Praze 8. listopadu 1949. Ve vyšetřovací vazbě v Ruzyňské věznici byl během výslechů fyzicky i psychicky týrán a vydírán.
„Byl jsem zatčen 8. 11. 1949 o páté hod. ranní orgány StB v Praze za velkých bezpečnostních opatření a odvezen do Ruzyně. Hned po příjezdu započal první výslech, který trval nepřetržitě 51 hodin. Skončil 10. 11. 1949 dopoledně. Při tomto výslechu byly postupně používány donucovací prostředky: 1. nesčíslné dřepy, bití obuškem na paty, facky obyčejné a pěsťové, bití důtkami, bejkovcem, přikládání ústí revolveru na spánky, stálé nadávky a vyhrožování provazem, chození po cele. Byl jsem zatčen bez zatykače a bylo na mně žádáno, abych řekl, co jsem prováděl ilegálního.

Jak se později zjistilo, neměl vyšetřovatel žádné konkrétní skutečnosti mé trestné činnosti. Ze začátku šlo jen o to, že jsem se měl setkati s nějakými lidmi ilegálně. Konkrétně jména uváděna nebyla. Pak jsem byl požádán, abych popsal svoji dosavadní činnost v poslaneckém klubu a z této činnosti pak vyšetřovatel vykonstruoval moji ilegální činnosti s tím, že za všech okolností musí vytvořit ilegální skupinu s ilegální činnosti a řádnými funkcionáři. Jinak, že by mne nemohli odsoudit."
část z protokolu sepsaného s Josefem Čuperou 4. 6. 1969
Proces pojmenovaný dle jeho osoby jako JUDR. Čupera a spol. se v Praze odehrál 20. až 21. června 1950. V tomto vykonstruovaném procesu bylo spolu s Čuperou pro zločiny velezrady a vyzvědačství odsouzeno 12 dalších osob. Josef Čupera dostal doživotní trest v těžkému žaláři a byl mu zkonfiskován veškerý majetek. Dostal navíc i peněžitý trest ve výši 20 000 Kčs a na dobu deseti let mu byla odňata občanská práva. V průběhu trestu pobýval ve věznicích v Praze, v Leopoldově, Valdicích a na Borech. Podmínečně propuštěn byl v roce 1963, načež se živil jako účetní. Zemřel deset let po svém propuštění. Plně rehabilitován byl teprve v prosinci 1990.